# Метелкин, Дмитрий Васильевич
Дмитрий Васильевич Метелкин (род. 13 октября 1972 года) — российский учёный-геофизик, член-корреспондент РАН (2022).

## Биография
Родился 13 октября 1972 года.
В 1995 году — окончил Новосибирский государственный университет, направление «Геология», специализация «Общая и региональная геология»;
1998 году — окончил аспирантуру там же, защитив кандидатскую диссертацию, тема: «Структурное положение островных дуг центральной части Алтае-Саянской складчатой области в кембрии по палеомагнитным данным».
В 2010 году — защитил докторскую диссертацию, тема: «Сдвиговые перемещения в истории формирования и деформации континентальной коры Центральной Азии по палеомагнитным данным».
В 2011 году — присвоено учёное звание доцента.
В 2015 году — присвоено почётное учёное звание профессора РАН.
В 2022 году — избран членом-корреспондентом РАН от Отделения наук о Земле.
В настоящее время — главный научный сотрудник лаборатории геологии и палеомагнетизма Центральной и Восточной Арктики ГГФ НГУ; главный научный сотрудник лаборатории геодинамики и палеомагнетизма ИНГГ СО РАН; профессор кафедры общей и региональной геологии ГГФ НГУ (преподаваемые дисциплины: Геология России; Глобальная геодинамика).

## Научная деятельность
Специалист в области палеомагнетизма и магнетизма горных пород, тектоники и геодинамики.
Ведет исследование в области палеомагнитного обоснования комплексных палеотектонических и геодинамических моделей как глобального, так и регионального масштабов.
Наиболее значимые результаты получены при изучении неопротерозойско — фанерозойских комплексов Сибирского кратона и структур его складчатого обрамления, включая Арктический шельф. В частности, на основе авторского варианта траектории кажущегося движения полюса, создана серия палеотектонических реконструкций, раскрывающая особенности тектонической эволюции Сибирского палеоконтинента и смежных аккреционно-коллизионных систем в течение последнего миллиарда лет. Оценена роль сдвигов в формировании и преобразовании структуры Центральной Азии. С использованием оригинальных палеомагнитных данных по островным поднятиям в окраинных морях Северного Ледовитого океана, разработана модель тектонической истории Арктического региона в интервале 950—250 млн лет назад, обоснована возможность существования в это время двух Арктических палеоконтинентов, которые объединяли бо́льшую часть фрагментов современного шельфа.

## Награды
- Премия имени В. А. Обручева (совместно с В. А. Верниковским, А. Ю. Казанским, за 2008 год) — за серию работ «Геология, тектоника и палеогеодинамика складчато-покровных поясов Сибири»
- Премия имени 50-летия СО РАН и почетный знак «Золотая сигма» (2007)